# Лисенко Конон Іванович
Лисенко Конон Іванович (16 [28] січня 1836, Курськ — 16 [29] липня 1903, Курськ) — професор Санкт-Петербурзького гірничого інституту, нащадок українського старшинського роду Лисенків, генеалогія якого простежена до 17 ст.

## Життєпис
У 1856 році Конон Іванович закінчив  Інститут корпусу гірничих інженерів в  Петербурзі. Вважав себе учнем хіміка  М. М. Соколова (1826 — 1877). Саме це знайомство визначило його напрямок як хіміка. Після закінчення інституту працював у  Гірничому департаменті і на  Монетному дворі (1856—1860), потім навчався за кордоном — в  Гейдельберзькому університеті в  Німеччині (1860) і в  Вищій нормальній школі в Парижі (1861). У 1862 почав викладати в  Петербурзькому гірничому інституті. У 1867 отримав звання професор, а в 1888 — заслужений професор. 16 серпня 1891 вийшов у відставку з причини майже повної глухоти. У 1869—1873 редактор  «Гірничого журналу». Був почесним членом  Імператорського технічного товариства, де був головою першого хімічного відділу (1877—1888) і деякий час завідував лабораторією товариства і  Імператорського мінералогічного товариства. Також був дійсним членом  Російського Хімічного Товариства при  Санкт-Петербурзькому університеті і одним з його засновників.
Походив з полтавської шляхти, кількаразово відвідував бакинські промисли, консультував провідних нафтових промисловців та інженерів (був ревнителем свердловинної технології видобутку), написав одну з перших у світовій науковій літературі монографію «Нафтове виробництво» (СПб., 1876 р.), яка слугувала практичним довідником високої інженерної культури, провідником нових прогресивних ідей у нафтовій галузі.

## Інтернет-ресурси
- «Горный журнал», 1903, т.4, № 10, С. 114—121. [Архівовано 18 грудня 2018 у Wayback Machine.]
- Санкт-Петербургский горный университет о Лисенко К. И.